# Municipio de Franklin (condado de Bradford)
El municipio de Franklin (en inglés: Franklin Township) es un municipio ubicado en el condado de Bradford en el estado estadounidense de Pensilvania. En el año 2000 tenía una población de 698 habitantes y una densidad poblacional de 8 personas por km².

## Geografía
El municipio de Franklin se encuentra ubicado en las coordenadas 41°41′02″N 76°35′47″O / 41.68389, -76.59639.

## Demografía
Según la Oficina del Censo en 2000 los ingresos medios por hogar en la localidad eran de $35,909 y los ingresos medios por familia eran $36,429. Los hombres tenían unos ingresos medios de $31,382 frente a los $24,125 para las mujeres. La renta per cápita para la localidad era de $15,532. Alrededor del 15,9% de la población estaban por debajo del umbral de pobreza.